# Colònia Alemanya
La Colònia Alemanya (en hebreu: המושבה הגרמנית) (transliterat: HaMoshava HaGermanit) és un barri de Jerusalem, fundat en la segona meitat del segle xix pels membres de la Societat del Temple Alemany. Avui dia la Moshava, com la hi coneix popularment, és un barri de luxe partit en dos pel carrer Emek Refaim, una avinguda vorejada de botigues de moda, restaurants i cafès.

## Història
Època bíblica
Emek Refaim (la Vall dels Gegants) s'esmenta en el Llibre de Josuè. El nom deriva d'una mítica raça de gegants que habitava aquesta regió en temps bíblics.
Assentament templer
En 1873, després d'establir colònies en Haifa i Jaffa, els membres de la secta del Temple de Württemberg, Alemanya, es van instal·lar en una gran extensió de terra a la vall de Refaim, al sud-oest de la Ciutat vella de Jerusalem. La terra va ser comprada per un dels colons, Matthaus Frank, als àrabs de Beit Safafa.
Els templers eren cristians que es van separar de l'església protestant i es van establir a Terra Santa per preparar-se davant una futura salvació messiànica. Van construir les seves cases en l'estil al que estaven acostumats a Alemanya (cases d'un o dos pisos, amb sostres de teules inclinades i finestres tancades, però utilitzant materials locals com la pedra de Jerusalem en lloc de fusta i maons). Els colons es van dedicar en l'agricultura i els oficis tradicionals com la fusteria i la ferreria. Les seves cases corrien al llarg de dos carrers paral·lels que es convertirien a Emek Refaim i el camí de Betlem. El govern del Mandat Britànic de Palestina va deportar als templers alemanys durant la Segona Guerra Mundial. Com alemanys, eren considerats ciutadans enemics, tant més perquè no van fer cap esforç per amagar les seves simpaties nazis.